# سبدنشین ریزه
سبدنشین ریزه (نام علمی: Cisticola nana) نام یک گونه از سرده سبدنشین است.